# Carthaginian II
Le Carthaginian II était un voilier à coque d'acier, qui a servi de symbole de l'industrie de la chasse à la baleine dans le port de l'ancienne ville baleinière Lāhainā sur l'île hawaïenne de Maui. 
Construit en 1920 et apporté à Maui en 1973, il a servi de musée de chasse à la baleine jusqu'en 2005, et après avoir été coulé pour créer un récif artificiel, sert maintenant de destination de plongée.

## Histoire
Le bateau a été construit en 1920 à Kiel, en Allemagne, au chantier Friedrich Krupp Germaniawerft en tant que Mary. En raison des conditions imposées à la suite de l'armistice, l'Allemagne devait livrer tous les nouveaux navires construits comme de grands bateaux à vapeur ou à moteur, et Mary faisait partie d'un groupe de quarante voiliers achevés à Kiel destinés à fonctionner. principalement sous la voile, avec la puissance de moteur auxiliaire. Le bateau a été achevé en tant que goélette à deux mâts et avait une longueur de 30 m, avec un déplacement nominal de 125 tonnes (brut).
Peu de temps après son achèvement, Mary fut vendue au Danemark et rebaptisée Familiens Haab en 1922, puis vendue en Suède et rebaptisée Komet en 1923. Komet travailla le Sea comme un cargo pour le ciment. En 1970, le bateau a été mis hors service. Parce que la coque a été construite avec de l'acier dans la cour de Krupp qui était destinée aux sous-marins, Komet (et ses sœurs) ont développé une réputation de longévité.
L'original Carthaginian (ex -  Wandia ) était une goélette commerciale originaire de la mer Baltique, achetée par R. Tucker Thompson à Acapulco en 1964 et plus tard aménagée comme baleinier à San Pedro pour des scènes du film de 1966 Hawaii. Le navire a été renommé pour le navire éponyme en le roman de 1959 Hawaï de James A. Michener, sur lequel le film de 1966 était basé. Après le tournage, Carthaginian a été acheté par l'organisation à but non lucratif Lahaina Restoration Foundation (LRF). Après un bref voyage de retour en Californie, il est retourné à Lahaina en 1967 en tant que musée de la chasse à la baleine et attraction touristique,.